# Pilczyce-Kozanów-Popowice Północne
Pilczyce-Kozanów-Popowice Płn. – osiedle we Wrocławiu położone na zachodzie miasta w byłej dzielnicy Fabryczna. Składa się z Pilczyc, Kozanowa oraz leżącej na północ od ulicy Legnickiej części Popowic.
Sąsiaduje z osiedlami: Szczepin na wschodzie, Gądów-Popowice Płd. i Kuźniki na południu, Leśnica i Maślice na zachodzie oraz poprzez Odrę z osiedlem Osobowice-Rędzin na północy.